# Victoria Leigh Soto
Victoria Leigh Soto (ur. 4 listopada 1985 w Bridgeport, zm. 14 grudnia 2012 w Newtown) – amerykańska nauczycielka irlandzko-portorykańskiego pochodzenia. Nauczała w szkole podstawowej w Sandy Hook w Newtown, gdzie wraz z 26 innymi ofiarami (w większości małymi dziećmi) została zamordowana przez Adama Lanzę (który następnie popełnił samobójstwo). Zginęła, próbując ochronić swoich uczniów.

## Życiorys
Victoria Soto urodziła się w Bridgeport jako córka pracownika Departamentu Transportu i pielęgniarki, Donny Soto, miała trójkę młodszego rodzeństwa. Ukończyła pedagogikę i historię na Eastern Connecticut State University. Według relacji jej rodziny i znajomych nauczanie było jej wymarzonym zawodem i życiowym powołaniem.

### Bohaterska postawa i śmierć
14 grudnia 2012 do szkoły w Newtown wszedł uzbrojony w samopowtarzalny karabin Adam Lanza, 20-latek z problemami psychicznymi. Najpierw zabił 15 uczniów i dwóch nauczycieli, a gdy w szkole padły pierwsze strzały, Victoria ukryła swoich uczniów w szafie wnękowej. Kiedy Lanza wszedł do jej klasy, Victoria okłamała go, że dzieci są na sali gimnastycznej. Dzieci jednak wybiegły ze swoich kryjówek, a wówczas Lanza zaczął do nich strzelać. Victoria rzuciła się by je zasłonić i zginęła od kul napastnika.
Siostra Victorii próbowała dodzwonić się do niej w czasie tragedii, a jej zdjęcie w którym oczekiwała na jakąś wiadomość od niej zostało szeroko rozpowszechnione na całym świecie.
Została pochowana na Union Cemetery Stratford. Na jej nagrobku widnieje wizerunek flaminga, Victoria była wielką miłośniczką tych zwierząt.

## Upamiętnienie
Wkrótce po jej śmierci Eastern Connecticut State University ogłosił utworzenie funduszu stypendialnego Victoria Leigh Soto Endowed Memorial Scholarship, mający wspierać młodych ludzi chcących zostać nauczycielami.
Jedna z szkół podstawowych w Connecticut, której budowę rozpoczęto w 2013, a ukończono i zatwierdzono w 2015, nosi jej imię. Również jedna z ulic została przemianowana na "Ulicę Victorii Soto".
Pośmiertnie odznaczona Presidential Citizens Medal.
Jej rodzina od czasu jej śmierci angażuje się w ruchy na rzecz ograniczenia dostępu do broni w USA, jej najmłodszy brat Carlos Matthew wsparł Emmę González podczas March for Our Lives, który miał miejsce po innej amerykańskiej masakrze w szkole w Parkland w 2018 roku.